# Oxyopes lynx
Oxyopes lynx là một loài nhện trong họ Oxyopidae.
Loài này thuộc chi Oxyopes. Oxyopes lynx được George Stewardson Brady miêu tả năm 1964.